# “K” Line
Kawasaki Kisen K.K. (japanisch 川崎汽船株式会社, Kawasaki kisen kabushiki kaisha), international bekannter als “K” Line, teils auch als KKK, ist eine japanische Großreederei mit Sitz in Tokio. Das Unternehmen gehört zu den zehn größten Reedereien weltweit und betreibt neben konventionellen Frachtschiffen auch Containerschiffe, Öl- und Gastanker, PCTC (Pure Car/Truck Carrier) sowie RoRo- sowie Massengutschiffe.

## Geschichte
K-Line wurde durch den Zusammenschluss der drei Firmen Kawasaki Kisen, Kawasaki Zosen und Kokusai Kisen unter zentraler Leitung durch Kojiro Matsukata gegründet und umfasste 1919–1944 eine Flotte von ca. 40 bis 50 Einheiten, die in erster Linie in den Fahrtgebieten Atlantik, Nord- und Südamerika, Afrika, Mittelmeer und Ostsee eingesetzt wurden. 1926 wurde K-Line von Lloyds als dreizehntgrößte Reederei der Welt hinter der japanischen NYK Line aber noch vor der ebenfalls japanischen O.S.K. Line geführt. Am Ende des Zweiten Weltkrieges bestand die Flotte von K-Line nur noch aus zwölf Schiffen, nachdem 56 Schiffe infolge von Kriegshandlungen verloren gingen.
In der Nachkriegszeit nahm K-Line den Betrieb sowie den gezielten Ausbau der Flotte wieder auf. Nach dem Zusammenschluss der K-Line mit der Iino Kisen und einer Rekapitalisierung 1966 auf 13,5 Milliarden ¥ stieg die Anzahl der von K-Line betriebenen Schiffe auf 104 Einheiten, von denen 55 Schiffe der Reederei selbst gehören. 1968–1974 setzte die K-Line den Ausbau der Flotte sowie die Gründung von Vertretungen in der gesamten Welt konsequent fort. Neben Niederlassungen in Hongkong, Sydney und Peru entstanden auch Tochtergesellschaften in Mexiko und Chile. Es erfolgt eine weitere Kapitalerhöhung auf nun 21,5 Milliarden ¥.
Die japanischen Reedereien K-Line, N.Y.K.-Line, O.S.K-Lines, Yamashita Shin-Nippon Kisen und Showa Line bildeten die Allianz Oasis Container Express Lines insbesondere in den Fahrtgebieten Ostasien und Persischer Golf. Der Ausbau des internationalen Netzwerkes setzte sich mit der Neugründung von Vertretungen in Seoul und Rio de Janeiro fort. Im Jahre 1983 nahm die K-Line den ersten japanischen LNG-Tanker, die Bishi Maru in Betrieb. Im Jahre 1989 gründete die K-Line die Tochtergesellschaft Seven Seas Cruises Co., Ltd. für den Betrieb mehrerer Kreuzfahrtschiffe.
1992 nahm K-Line den direkten Liniendienst zwischen Japan und der chinesischen Stadt Dalian auf. Gleichzeitig kam es zur Gründung einer Vertretung in Ho-Chi-Minh-Stadt in Vietnam. 1993 gründete die K-Line ein Trainingszentrum für Schiffsbesatzungen in Manila auf den Philippinen und ein Jahr später die chinesische Sinotrans Liaoning das japanisch-chinesische Joint Ventures K-S Shipping Limited. In dieser Zeit begann die K-Line auch Aktivitäten im E-Business, insbesondere im Bereich Ladungsverfolgung und Buchung.

## Heutige Situation

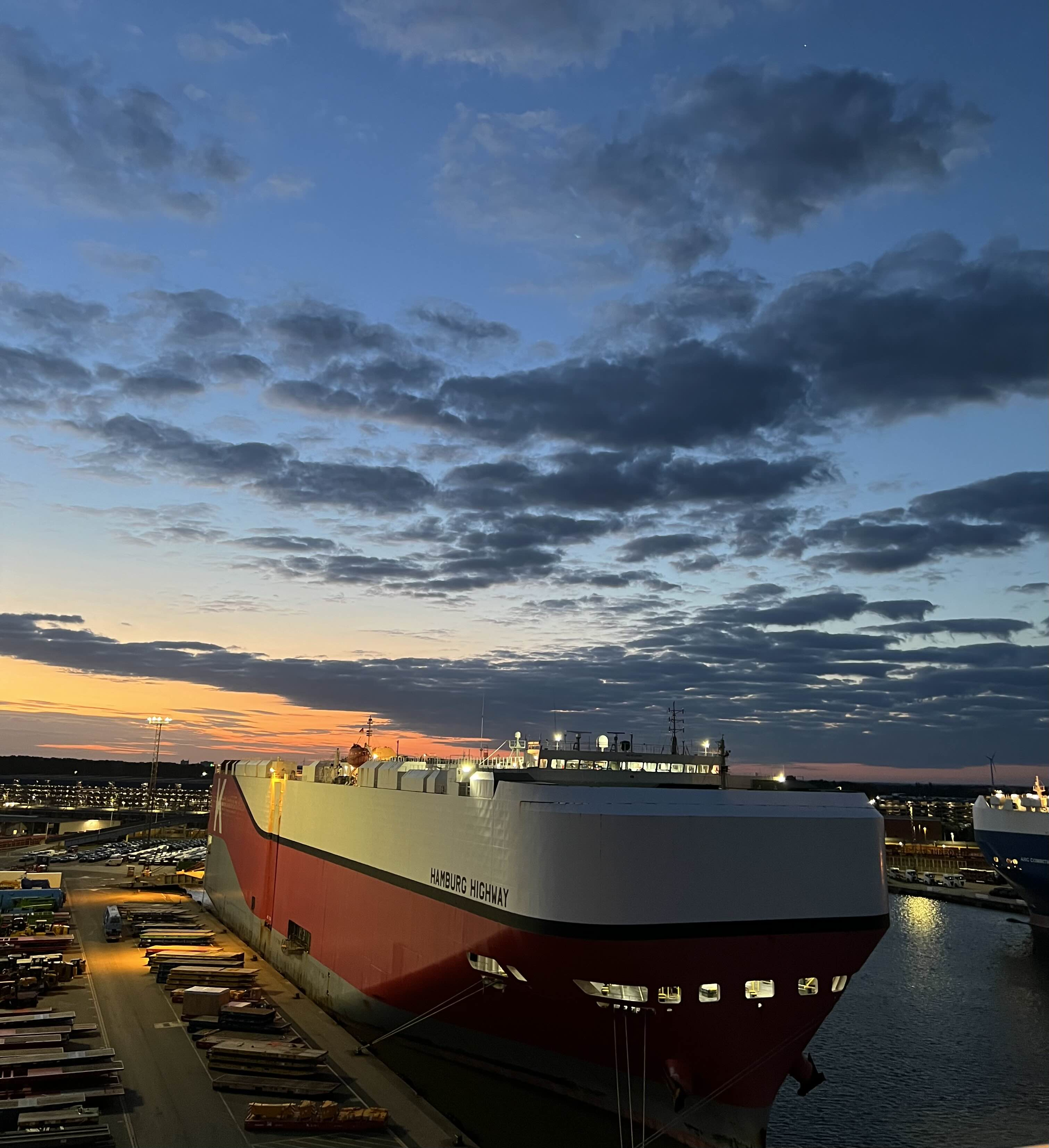
Hamburg Highway liegt im Nordhafen in Bremerhaven.

Das Containergeschäft wurde 2018 mit den entsprechenden Aktivitäten von MOL und NYK zur neuen Reederei ONE fusioniert.
Die Flotte von K-Line besteht aus rund 500 Schiffen, unter anderem
- Car Carrier
- Bulk Carrier
- Öltanker
- Flüssiggastanker
- Thermal Coal Carrier
- Offshore-Versorger
- Containerschiffe (in ONE integriert)

Seit März 2014 gehört die K-Line zur Reederei-Allianz CKYHE (COSCO, Yang Ming Line, Hanjin Shipping, Evergreen Marine). Zusammen bediente man zunächst nur den Fernostverkehr. Nachdem die US-Schifffahrtsbehörde Federal Maritime Commission (FMC) dies Ende 2014 genehmigte, wurden auch die US-Ost- und -Westküste in die gemeinsamen Fahrpläne aufgenommen.
Außerdem betreibt die K-Line einen Westindiendienst. Über eine Tochtergesellschaft unterhält sie mehrere Containerterminals in den USA.
Im Jahr 2003 wurde die "K" Line European Sea Highway Services (KESS) gegründet, die jährlich bis zu 800.000 Fahrzeuge mit derzeit (2015) 12 Autotransportern im europäischen Kurzstreckenverkehr transportiert. Bei der im Verkehr von Deutschland nach Skandinavien und Russland eingesetzten Elbe Highway, die bis zu 2130 PKW befördern kann, wird ein Abgaswäscher (Scrubber) eingesetzt, um die Nord- und Ostsee weiterhin mit Schweröl befahren zu können. Durch eine hohe Eisklasse kann das Schiff auch im Winter Helsinki und St. Petersburg erreichen. Am 17. April 2016 kollidierte das maximal 7800 Tonnen verdrängende und 148 Meter lange Schiff mit der Kanalschleuse in Brunsbüttel.
Im April 2007 übernahm K-Line 50 Prozent und zum 30. Juni 2011 100 Prozent der Anteile der Schwergutreederei Schiffahrtskontor Altes Land, welche im Jahr 2017 an Harren & Partner Group verkauft wurden.
Im Mai 2016 wurde mit Hapag-Lloyd, Nippon Yūsen, Yang Ming Line, Hanjin Shipping und Mitsui O.S.K. Lines "The Alliance" gegründet.
Die drei größten japanischen Containerreedereien NYK, MOL und K-Line vereinbarten im Oktober 2016, ihre Containeraktivitäten zusammenzulegen und als gemeinsames Unternehmen zu betreiben. NYK erhielt mit einer Stellplatzkapazität von 592.000 TEU einen 38-prozentigen Anteil, K-Line mit 358.000 TEU und MOL mit 491.000 TEU jeweils 31 %. Am 7. Juli 2017 wurde die neue Gesellschaft Ocean Network Express (ONE) gegründet und nahm ihre Arbeit am 1. April 2018 auf. Sie steht mit einem Marktanteil von 6,6 % und einer Gesamtkapazität von rund 1,5 Millionen TEU an sechster Stelle der größten Containerreedereien. Die Reederei unterzeichnete 2022 Verträge für den Bau von zehn neuen Großcontainerschiffen, die ab 2025 ausgeliefert werden sollen.
K-Line betreibt ein Netzwerk von Büros, die verschiedene Aufgaben im Bereich der Schifffahrt und Logistik übernehmen. Hier ein Überblick über einige wichtige Standorte und deren Funktionen:

## Regionale Hauptquartiere
- Hamburg, Deutschland: K-Line (Deutschland) GmbH dient als regionales Hauptquartier für Europa.[13]
- Bangkok, Thailand: K-Line (Thailand) LTD. fungiert als regionales Hauptquartier für Südostasien.[13]

## Europäische Büros
- London und Southampton, UK: K-Line (Europe) Limited[13]
- Antwerpen und Zeebrügge, Belgien: K-Line (Belgium) N.V.[13]
- Bremerhaven, Deutschland: Zweitsitz der K-Line (Deutschland) GmbH.[13]

## Weitere internationale Standorte
- Lima, Peru: Büro für südamerikanische Aktivitäten[13]
- Port Melbourne, Australien: K-Line (Australia) Pty Limited[13]
- Ho Chi Minh City und Hai Phong, Vietnam: K-Line (Vietnam) Co., LTD[13]

## Aktuelle Entwicklungen

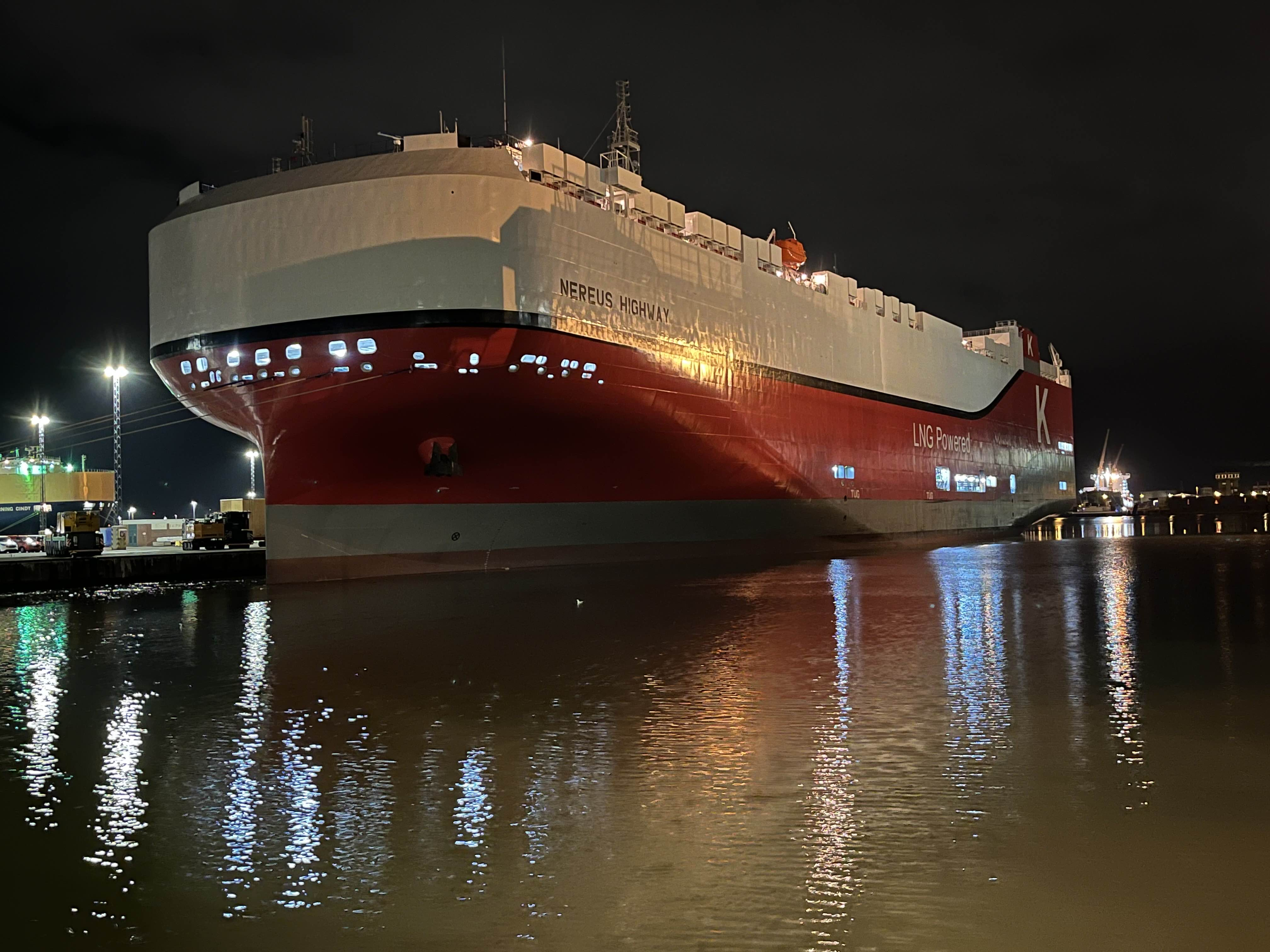
Nereus Highway am Abend in Bremerhaven.

1. Übernahme von Airseas: "K" Line hat das französische Unternehmen Airseas übernommen, um die Entwicklung und Vermarktung des Seawing-Systems voranzutreiben. Dieses automatische Drachensystem kann Schiffen helfen, bis zu 20 % der CO2-Emissionen zu reduzieren.[14]
2. Neue LNG-Schiffe: "K" Line hat Verträge für vier neue LNG-Carrier mit einer Kapazität von 174.000 m³ unterzeichnet. Diese Schiffe werden ab 2027 für Qatar Energy im Einsatz sein und sind mit modernster Technologie zur Reduzierung von Treibhausgasemissionen ausgestattet.[15]
3. Erweiterung der PCTC-Flotte: Die Reederei hat Anfang September 2024 den hochmodernen Autotransporter Nereus Highway in ihre Flotte aufgenommen.[16][17] Dieses LNG-betriebene Schiff markiert einen wichtigen Schritt in K-LineS Strategie zur Reduzierung von Treibhausgasemissionen, denn das hochmoderne Schiff ist mit dem fortschrittlichen Zweistoffmotor "7X62DF-2.1 iCER" von WinGD ausgestattet, der den Methanausstoß bei LNG-Betrieb reduziert. Durch die Verwendung von LNG als Haupttreibstoff werden die CO2-Emissionen um 25–30 %, Schwefeloxide um nahezu 100 % und Stickoxide um etwa 75 % im Vergleich zu konventionellen Schiffen mit Schweröl gesenkt.[18]

## Vorfälle
Auf dem mit 3783 Autos und anderen Fahrzeugen beladenen Autotransportschiff Fremantle Highway brach in der Nacht vom 25. auf den 26. Juli 2023 nördlich der Küste der Niederlande aus noch unbekannter Ursache ein Brand auf einem der Fahrzeugdecks aus, der sich auf weitere Decks ausbreitete. Das Schiff wurde evakuiert; sieben Seeleute sprangen dabei ins Wasser und verletzten sich, einer davon tödlich. Das Schiff wurde sehr stark beschädigt und ein großer Teil der Ladung zerstört.
Am 15. Juni 2024 ereignete sich ein schwerwiegender Vorfall auf dem Autotransporter Diamond Highway der Reederei. Ein Feuer brach an Bord des Schiffes aus, als es sich im Südchinesischen Meer auf dem Weg von Singapur nach Batangas (Philippinen) befand. Die Situation eskalierte so stark, dass die gesamte 25-köpfige Besatzung das Schiff verlassen musste. Die Crew wurde von einem vorbeifahrenden Massengutfrachter aufgenommen, der auf dem Weg nach Thailand war.